# Музей маленьких историй
Музей Маленьких Историй — первый культурологический музей на территории Екатеринбурга.

## История музея
Музей был основан 30 марта 2013 года искусствоведом и специалистом в сфере культуры быта XIX века, Ольгой Акименко, руководителем организации «Культурное событие» и Светланой Ждановой. Фонды музея сформированы из частных коллекций его создателей.
С момента основания музей находился в главном здании старинной усадьбы Колобова по улице Октябрьской революции, дом 35. Усадьба сформировалась в 1840—1880 гг., в настоящее время охраняется государством в качестве объекта культурного наследия России регионального значения.
Через пару лет домом для музея стала усадьба Петра Давыдова на улице Чапаева (бывшей Архиерейской). Выставки размещались в самой исторически точно сохранившейся части особняка. Остальная основная часть здания занята библиотекой им. Герцена.
Целью деятельности музея является рассказ историй, легенд, мифов, связанных c произведениями искусства и антиквариата. В музее нет постоянной экспозиции, выставки обновляются работниками музея каждое 31 число число месяца. Музей Маленьких Историй отличается неформальной обстановкой, которая призвана способствовать комфортному и длительному общению в стенах музея, что и делает музей принципиально культурологическим.
Выставки музея привлекают посетителей своей необычностью и нестандартным подходом к истории. Сотрудники музея стараются заинтересовать публику, используя не растиражированную информацию об известных вещах.

## Выставки
- «Английские чаепития»[4]
- «Праздников праздник. История пасхальных традиций XIX века»
- «За 200 лет до вашей свадьбы. Как женились наши прадедушки и выходили замуж наши прабабушки…»
- «Чайные сказки Луюя»
- «Что-то новенькое о чем-то стареньком. Выставка рекламных вееров»
- «Музей гномов»

## Территориальные вопросы
В 2013 году музей испытывал трудности с арендой помещения в связи со сменой собственника здания.